# Ett liv jag nu äger, som aldrig kan dö
Ett liv jag nu äger, som aldrig kan dö är en psalm med text av okänd person och bearbetades av Paul Ongman. Musiken är skriven av okänd person och uppteckna av Karl Leandersson.

## Publikation
- Segertoner 1988 som nr 561 under rubriken "Att leva av tro - Glädje - tacksamhet".[1]

### Fotnoter
1. 1 2  Heinerborg, Karl-Erik; Lennart Jernestrand (1988). Segertoner melodisångbok. Stockholm: Förlaget Filadelfia. Libris 911558